# Alfred Enneper
Alfred Enneper ( Barmen 14 juni 1830 - Hannover, 24 maart 1885) behaalde in 1856 zijn doctoraat aan de Georg-August-Universiteit in Göttingen met een proefschrift over functies  met complexe argumenten. Na zijn habilitatie in 1859 was hij vanaf 1870 buitengewoon hoogleraar in Göttingen. 
In 1863 bestudeerde hij minimaaloppervlakken en de naar hem genoemde geparametriseerde Enneper-minimaaloppervlakken. Samen met zijn tijdgenoot Karl Weierstrass  creëerde hij een klasse van parameterisaties.